# كازيل لاندي
كازيل لاندي (بالإيطالية: Caselle Landi) هي كومونا (بلدية) في محافظة لودي من منطقة لومبارديا في إيطاليا، تقع على بعد حوالي 70 كيلومتر (43 ميل) إلى الجنوب الشرقي من مدينة ميلانو وحوالي 35 كيلومتر (22 ميل) إلى الجنوب الشرقي من لودي. تشير أحصائيات 31 كانون الأول / ديسمبر 2004 بأن عدد السكان 1,751 نسمة ومساحة قدرها 25.9 كيلومتر مربع (10.0 ميل2). الجزء «لاندي Landi» من الأسم جاء من أسم عائلة إيطالية نبيلة قديمة.
تحد كازيل لاندي البلديات التالية: كورنوفيكيو، ميليتي، كورنو جيوفاني، سانتو ستيفانو لوديجيانو، كاستيلنوفو بوكا د'آدا، بياتشنزا، كاورسو.

## السكان
في سنة 1861 بلغ عدد السكان 2٬811 نسمة، وتطور العدد ليصل في سنة 2011 لـ 1٬652 نسمة.
يظهر هذا المخطط البياني تطور النمو السكاني لـ كازيل لاندي